# Ничепуренко, Михаил Иванович
Михаил Иванович Ничепуренко (27 декабря 1955, Новокуйбышевск, Куйбышевская область, РСФСР, СССР) — советский хоккеист (хоккей на траве), нападающий, тренер. Бронзовый призёр летних Олимпийских игр 1980 года.

## Биография
Михаил Ничепуренко родился 27 декабря 1955 года в городе Новокуйбышевск Куйбышевской области (сейчас Самарская область).

### Игровая карьера
Начал карьеру в Новокуйбышевске в составе местного «Нефтяника». За 2 сезона провёл 27 игр, забил 5 мячей. В 1975—1988 годах играл за «Динамо» из Алма-Аты. За 14 сезонов провёл 386 игр, забил 120 мячей. В составе «Динамо» 12 раз выигрывал чемпионат СССР (1976—1979, 1981—1988), один раз был серебряным призёром (1980), пять раз выигрывал Кубок СССР (1982—1984, 1986, 1987), два раза — Кубок европейских чемпионов (1982—1983). 13 раз входил в число 22 лучших хоккеистов сезона в СССР (1976—1988), восемь раз признавался лучшим нападающим СССР (1977—1979, 1983—1984, 1986—1988).
С 1976 по 1988 год — игрок сборной СССР, в составе которой провёл 193 игры, забив 46 мячей.
Первую международную награду в составе сборной завоевал в 1977 году, выиграв бронзу Межконтинентального кубка.
В 1980 году вошёл в состав сборной СССР по хоккею на траве на летних Олимпийских играх в Москве и завоевал бронзовую медаль. Играл в поле, провёл 6 матчей, забил 2 мяча в ворота сборной Кубы.
В 1981 году в составе сборной СССР стал обладателем Межконтинентального кубка, в 1983 году — серебряным призёром чемпионата Европы в Амстелвене, в 1984 году — победителем хоккейных соревнований «Дружба-84».
В 1988 году вошёл в состав сборной СССР по хоккею на траве на летних Олимпийских играх в Сеуле, занявшей 7-е место. Играл в поле, провёл 6 матчей, мячей не забивал.
Был остроатакующим нападающим, успешно исполнявшим функцию диспетчера.

### Тренерская карьера
По окончании игровой карьеры стал тренером. В 1989—1990 годах был тренером алма-атинского «Динамо», в 1990—1994 годах — главным тренером. В 1993—1994 годах тренировал мужскую сборную Казахстана. В 1994 году стал чемпионом мира по хоккею на траве среди военных.
В 1995 году стал начальником самарского ЦСК ВВС по хоккею с шайбой, в 1996 году — директором ЦСК ВВС.